# Friedrich Wilhelm Mayer
Friedrich Wilhelm Mayer (* 31. Oktober 1813 in Winterbach (Remstal); † 31. Oktober 1897 in Cannstatt) war ein württembergischer Oberamtmann.

## Leben
Mayer, Sohn eines Pfarrers und evangelischer Konfession, war bis 1836 als Schreiber tätig. Er studierte von 1836 bis 1839 Regiminalwissenschaft in Tübingen. Er legte 1839 die erste und 1841 die zweite höhere Dienstprüfung ab. 
Danach trat er in die württembergische Innenverwaltung ein. Er leitete als Oberamtmann die Oberämter Sulz von 1861 bis 1870 und Herrenberg von 1870 bis 1886. 1886 trat er in den Ruhestand.

## Ehrungen
- Ritterkreuz 1. Klasse des Friedrichs-Ordens